# Parisza
A Parisza a Páris férfinév női párja.

## Gyakorisága
Az 1990-es években szórványos név, a 2000-es években nem szerepel a 100 leggyakoribb női név között.

## Névnapok
- március 17.
- április 28.
- augusztus 5.